# Sè (Atlantico)
Sè è un arrondissement del Benin situato nella città di Toffo (dipartimento dell'Atlantico) con 5.933 abitanti (dato 2006).